# Sphecodes minor
Sphecodes minor là một loài Hymenoptera trong họ Halictidae. Loài này được Robertson mô tả khoa học năm 1898.